# 神杉駅
神杉駅（かみすぎえき）は、広島県三次市高杉町にある、西日本旅客鉄道（JR西日本）芸備線の駅である。線路名称上は芸備線単独駅であるが、運転系統上福塩線列車も乗入れる。

## 歴史
- 1922年（大正11年）6月7日：芸備鉄道が三次駅（初代、現・西三次駅）から延伸し、その終着駅の塩町駅（初代）として開設[1]。
- 1923年（大正12年）12月8日：芸備鉄道が当駅から備後庄原駅まで延伸し、途中駅となる。
- 1933年（昭和8年）6月1日：芸備鉄道一部区間買収により国有化[1]。庄原線の所属となる。
- 1934年（昭和9年）1月1日：神杉駅（かみすぎえき）に改称[1]。
- 1936年（昭和11年）10月10日：庄原線が三神線に編入され、当駅もその所属となる。
- 1937年（昭和12年）7月1日：三神線が芸備線の一部となり、当駅もその所属となる。
- 1971年（昭和46年）12月10日：貨物取扱廃止[2]。
- 1983年（昭和58年）10月31日：荷物扱い廃止[3]。無人駅化[4]（簡易委託駅化）。
- 1987年（昭和62年）4月1日：国鉄分割民営化により西日本旅客鉄道（JR西日本）に継承[1]。

## 駅構造
島式ホーム1面2線を有し列車交換可能な地上駅である。木造瓦葺の古い駅舎が残っているが、現在当駅は無人駅（三次鉄道部管理）である。線路北側にあるその駅舎からホームへは構内踏切で連絡している。便所は設置されていない。
かつて貨物取扱を行っていたので構内が広い。

### のりば
| のりば | 路線                   | 方向 | 行先           |
| ------ | ---------------------- | ---- | -------------- |
| 1      | 芸備線                 | 上り | 備後落合方面   |
| 1      | 福塩線                 | 上り | 府中方面       |
| 2      | 芸備線 （ 福塩線含む） | 下り | 三次・広島方面 |

- 本項ではJR西日本公式サイトの全域路線図[5]に従い路線記号ならびにラインカラーを表記しているが、実際の駅構内の主だった旅客案内では、2016年3月ダイヤ改正の段階では以下のように扱われていた。
  - 芸備線についてはラインカラーは同一であるが、広島シティネットワークエリア外のため、「P」のアルファベットを抜いたラインカラーシンボルが使用されていたが、2021年3月ダイヤ改正後の時刻表でアルファベットが入ったものに更新されている。
  - 福塩線については、公式サイトの広島エリア路線図[6]で用いられるピンク（■）のラインカラーシンボル（アルファベットなし）が使用されていたが、2020年3月ダイヤ改正後の時刻表での路線記号に更新されている。
- 2016年3月現在、ホームの方面案内板にのりば番号が表記されている。

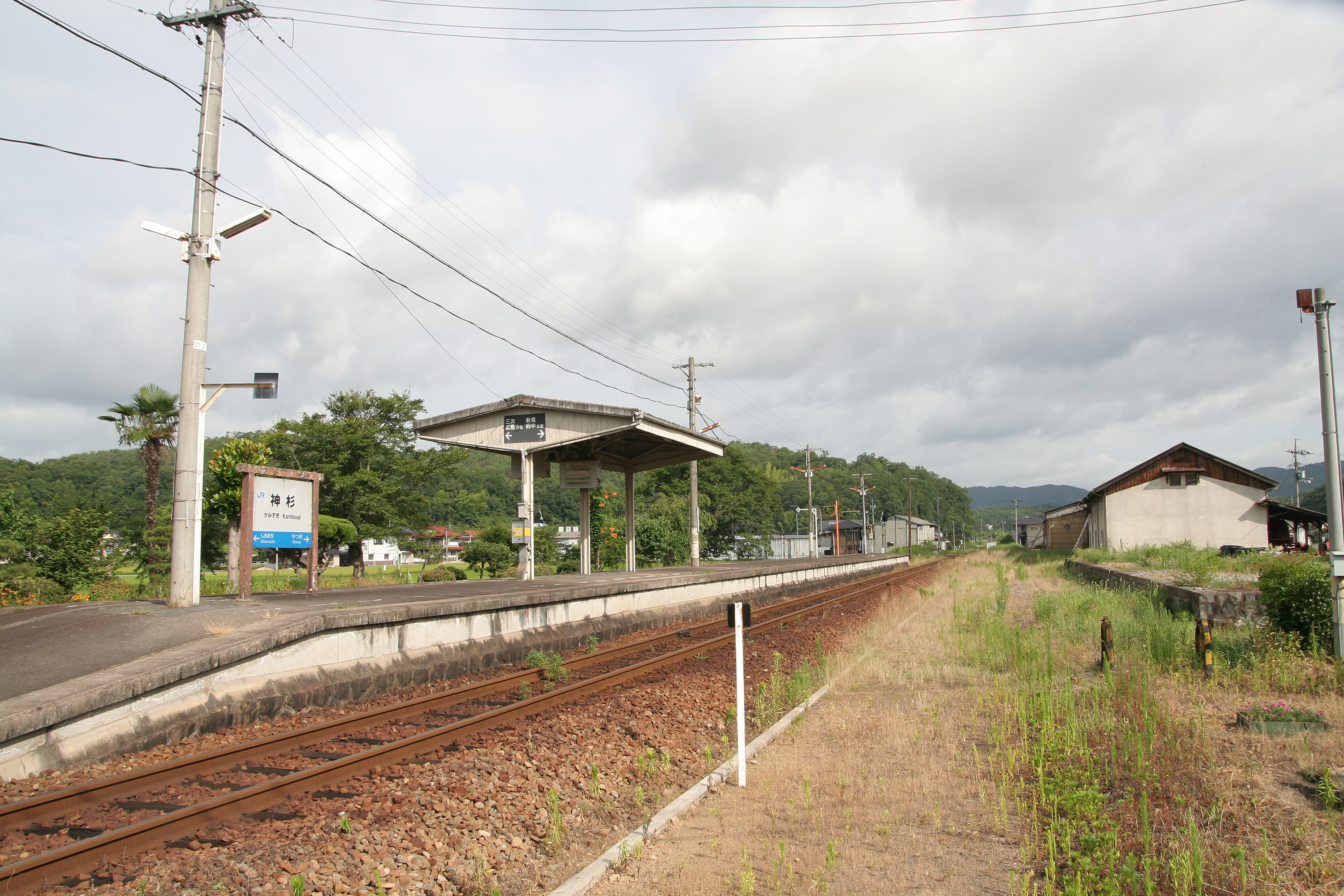
ホーム（2008年7月）

## 利用状況
1日平均乗車人員は以下の通り。
| 年度                | 1日平均 乗車人員 | 出典   |
| ------------------- | ---------------- | ------ |
| 1981年（昭和56年）  | 52               |        |
|                     |                  |        |
| 2002年（平成14年）  | 11               | [ 7 ]  |
| 2003年（平成15年）  |                  |        |
| 2004年（平成16年）  |                  |        |
| 2005年（平成17年）  |                  |        |
| 2006年（平成18年）  |                  |        |
| 2007年（平成19年）  |                  |        |
| 2008年（平成20年）  |                  |        |
| 2009年（平成21年）  |                  |        |
| 2010年（平成22年）  |                  |        |
| 2011年（平成23年）  | 13               | [ 8 ]  |
| 2012年（平成24年）  | 8                | [ 8 ]  |
| 2013年（平成25年）  | 8                | [ 8 ]  |
| 2014年（平成26年）  | 8                | [ 8 ]  |
| 2015年（平成27年）  | 14               | [ 8 ]  |
| 2016年（平成28年）  | 17               | [ 8 ]  |
| 2017年（平成29年）  | 16               | [ 8 ]  |
| 2018年（平成30年）  | 10               | [ 8 ]  |
| 2019年（令和 元年） | 8                | [ 8 ]  |
| 2020年（令和02年）  | 10               | [ 9 ]  |
| 2021年（令和03年）  | 9                | [ 10 ] |

## 駅周辺
- 馬洗川
- 三次市立神杉小学校
- みよし風土記の丘 - 広島県立歴史民俗資料館あり
- 国道184号
- 国道375号
- 国史跡陣山墳墓群（向江田町，四拾貫町）

## 隣の駅
西日本旅客鉄道（JR西日本）
 芸備線・ 福塩線（福塩線は塩町駅 - 三次駅間芸備線）
塩町駅 - 神杉駅 - 八次駅